# Wellington Lacerda
Wellington José de Lacerda (Limoeiro, 24 de janeiro de 1953) é um locutor e apresentador brasileiro. Prestou serviços por cinco anos na Rádio Jovem Pan de São Paulo e na Rádio Bandeirantes. Recebeu Título de Cidadão de Caruaru, por seus trabalhos prestados à cidade, junto ao meio cultural.